# Djemila Benhabib
Djemila Benhabib (née en 1972 en RSS d'Ukraine, URSS) est une journaliste, écrivaine et militante politique canadienne d'origine algérienne connue pour ses opinions contre le fondamentalisme islamiste.

## Biographie
Née en 1972 à Kharkiv, dans la république socialiste soviétique d'Ukraine en URSS (ses parents sont boursiers dans l'université de cette ville), Djemila Benhabib est la fille d'un père algérien, Fewzi Benhabib, et d'une mère chypriote-grecque, tous deux scientifiques  et athées. Elle grandit à Oran où ses parents enseignent les mathématiques et la physique à l'université. Sa famille est engagée dans les luttes sociales et politiques, ses parents étant des personnalités publiques d'opinion communiste,. Suivant l'exemple de ses parents, Djemila Benhabib commence son engagement politique au sein du Parti de l'avant-garde socialiste algérien. 
En 1994, alors que l'Algérie est aux prises avec la montée de l'intégrisme musulman, sa famille, se sentant menacée par le Front islamique du djihad armé (FIDA) (en), se réfugie en France dans la ville de Saint-Denis, en région parisienne. Elle déménage au Québec en 1997 et fait des études en science physique, en science politique et en droit international. 

### Carrière
Elle exerce le journalisme pour le quotidien algérien El Watan, fait plusieurs reportages à travers le monde, devient assistante parlementaire au Parlement fédéral à Ottawa puis fonctionnaire au gouvernement fédéral.
Djemila Benhabib se fait connaître en 2009 avec son premier essai, Ma vie à contre-Coran pour lequel elle est finaliste des prix du Gouverneur général 2009, et remporte le prix des écrivains francophones d'Amérique. En 2011, elle publie Les Soldats d'Allah à l'assaut de l'Occident,, préfacé par Yvette Roudy, ministre des Droits de la femme en France (1981-1986). Dans ce livre, elle fustige l'alliance entre une partie de la gauche et l'islam politique, ce qu'elle identifie par l'islamo-gauchisme en plus de dénoncer l'alliance historique entre les États-Unis et l'Arabie-saoudite. En 2012, elle reçoit le prix de la laïcité décerné par le Comité Laïcité République. Le magazine féminin Châtelaine la classe parmi les 50 femmes les plus importantes du Québec. La cérémonie se déroule à la Mairie de Paris, le 8 octobre, et la distinction lui est remise par Charb, l'ancien patron de Charlie Hebdo, président du jury.   
Elle se présente comme candidate péquiste dans la circonscription de Trois-Rivières pour l'élection générale québécoise de 2012. Elle présente pour la première fois en campagne électorale l'idée d'une Charte de la laïcité et devient la cible des attaques du maire de Saguenay Jean Tremblay, qui lui reproche ses origines. À cette occasion, l'islamologue controversé Tariq Ramadan organise un meeting où il appelle ses partisans à la faire battre. Bien que les sondages lui prédisaient une victoire, elle est défaite de justesse par la candidate libérale Danielle St-Amand.
Djemila Benhabib enseigne ensuite à l'Université du Québec à Trois-Rivières, puis à l'Université Laval, où elle donne des cours portant sur la géopolitique au Moyen-Orient.
Elle publie son troisième ouvrage Des femmes au printemps qui raconte les révolutions arabes en Tunisie et en Égypte sous l'angle des femmes. Elle insiste sur l'importance de la reconnaissance du sujet sexuel féminin comme condition indissociable à l'émergence du sujet citoyen. Elle défend l'idée d'une révolution par les femmes et pour les femmes. La même année, elle est finaliste pour le prix Simone de Beauvoir. On lui attribue le prix de littérature Gérald Godin et le prix Culture Mauricie en 2013.  En mars 2014, elle reçoit le prix humaniste du Québec, décerné conjointement par la Fondation humaniste du Québec et l'Association humaniste du Québec. Elle prend part au débat sur la laïcité et fait la promotion de la Charte des valeurs québécoises en lançant le mouvement des Jeanette avec Julie Snyder, Janette Bertrand, Michelle Blanc et Chantal Renaud ainsi qu'une quinzaine d'autres femmes.
Elle se représente comme candidate du Parti québécois, en mars 2014, dans la circonscription de Mille-îles à Laval, ce qui n'est pas pour plaire au Collectif québécois contre l’islamophobie (CQCI) d'Adil Charkaoui qui lance une pétition contre sa candidature et réclame du Parti québécois sa destitution,. Elle est défaite à nouveau par la candidate libérale Francine Charbonneau.
Le 26 février 2016 alors qu'elle entame, au Québec, la promotion de son livre Après Charlie, laïques de tous les pays mobilisez vous, Djemila Benhabib est « blâmée sévèrement » par le Conseil de presse du Québec pour le plagiat de cinq articles sur son blogue. Elle réagit vivement à cette décision accusant le Conseil de participer à une « tentative d’exécution publique » et de « manquer de rigueur », en plus de le soupçonner d’entretenir des « accointances » avec des médias qui ont diffusé la décision avant qu’elle ne soit rendue publique. La présidente du Conseil de presse du Québec Paule Beaugrand-Champagne répond à son tour à ces propos.
Elle est honorée le 3 mai 2016 à Bruxelles par la Vrije Universiteit Brussel (VUB) (l’université néerlandophone de Bruxelles) et l’université libre de Bruxelles (ULB), et obtient le prix de la liberté d’expression pour l’ensemble de son œuvre, à l’occasion de la 2e édition du Difference Day, événement organisé dans le cadre de la Journée mondiale de la liberté de la presse, sous le patronage de l’Union européenne et de l’Unesco. Les organisateurs soulignent sa «  contribution vitale à la protection et à la promotion de la liberté de pensée et d’expression  dans une société démocratique en perpétuel changement ». 
Depuis le 7 janvier 2016, date de sortie de son nouvel essai Après Charlie, préfacé par l'écrivain Boualem Sansal, Djemila Benhabib parcourt l'Europe et le Québec pour appeler à un sursaut laïque face à la progression de l'islam politique. Elle rappelle que la chute des grandes idéologies du XXe siècle a entraîné un retour du religieux dans nos sociétés qui compromet la liberté de conscience et d'expression, la condition des femmes, l'éducation et la liberté du désir. Elle dénonce aussi l'immobilisme des gouvernements occidentaux et les élites démissionnaires.
Le 16 juin 2019, jour d'adoption de la Loi sur la laïcité de l'État, elle annonce son déménagement en Belgique pour se joindre au Centre d'action laïque, où elle aura pour objectif de rassembler les « musulmans laïques » du pays, de l'Europe et du monde.

### Affaires judiciaires
En juin 2015, un jugement de la Cour du Québec, Division des petites créances a été rendu en faveur de Djemila Benhabib dans une cause l'opposant à Amal Amin, une mère musulmane qui lui reprochait d'avoir publié trois photos de ses deux enfants, sur son blogue du Journal de Montréal accompagnant un article intitulé « Les petites filles voilées : notre grande hypocrisie ». Les photos accessibles au public étaient affichées sur le site Internet de la mosquée des Frères musulmans, al-Rawdah. Comme le mentionne le jugement, « dans cette affaire, deux principes s'opposaient : le droit au respect de la vie privée et de son image, d’une part, et, d’autre part, la liberté d’expression et la liberté d’opinion ». Le juge Alain Breault a estimé 

« que les propos ou commentaires de Mme Benhabib et l’utilisation des quatre photos s’inscrivent correctement dans ce débat public. Le sujet discuté est d’intérêt public et les photos utilisées sont pertinentes, voire en lien direct, avec la ou les questions soulevées et discutées dans le blogue. Ce type de débat se justifie amplement dans les caractéristiques fondamentales dont se nourrit une société libre et démocratique. »

En 2016, Djemila Benhabib fait face, encore une fois, à la justice au Québec, poursuivie au civil pour diffamation par un établissement scolaire privé portant le nom d’Écoles musulmanes de Montréal (EMMS). L'école en question lui reproche des déclarations « diffamatoires » et « anti-islamiques » faites sur les ondes du 98.5 Fm au micro de l'animateur Benoît Dutrizac, le 8 février 2012. Cette interview faisait suite à une chronique publiée sur son blogue du Journal de Montréal. Elle y dénonçait les récitations coraniques contenues dans le programme et le port obligatoire du voile islamique par les élèves. Elle comparait l'endoctrinement dans cette école à « de l’endoctrinement digne d’un camp militaire en Afghanistan ou au Pakistan ». L'école intente une action judiciaire contre elle lui réclamant des dommages s'élevant à 95 000 dollars canadiens. La cause est entendue par la juge Carole Hallée, du 26 au 30 septembre 2016, au palais de justice de Montréal, et le procès, fort médiatisé, s'échelonne sur cinq jours,,,,,,,, . L'école était représentée par Julius Grey, alors que Djemila Benhabib a choisi pour sa défense Marc-André Nadon, avocat spécialisé dans les médias et la diffamation. Le 13 décembre 2016, la Cour supérieure du Québec donne raison à Djemila Benhabib, justifiant sa décision par les mêmes raisons que la précédente affaire concernant les jeunes filles voilées.   
Tout au long de ces procédures judiciaires, Djemila Benhabib a bénéficié de l'appui d'un Comité de soutien international qui compte plusieurs personnalités de renom, dont la philosophe Élisabeth Badinter, l'astrophysicien Hubert Reeves, l'équipe de Charlie Hebdo, la féministe bangladaise Taslima Nasreen et l'ancien Premier ministre du Québec Bernard Landry, ainsi que des dizaines d'associations féministes et laïques et des parlementaires européens.

## Publications
- Après Charlie, Laïques de tous les pays, mobilisez-vous !, H&O, 2016, 256 p. (ISBN 978-2845472969)
- L'automne des femmes arabes, H&O, 2013, 144 p. (ISBN 978-2845472587)
- Des femmes au printemps, VLB, 2012, 163 p. (ISBN 9782896494415)
- Les soldats d'Allah à l'assaut de l'Occident, H&O, 2012, 327 p. (ISBN 978-2845472495)
- Ma vie à contre-Coran, VLB, 2009 (ISBN 978-2896491032)
- Zohra Bitan (dir.), #JeSuisMila #JeSuisCharlie #NousSommesLaRépublique : 50 personnalités s'expriment sur la laïcité et la liberté d'expression, Seramis, 2020, 144 p. (ISBN 979-1096486236, lire en ligne)
- Islamophobie, mon œil, éditions Kennes, 2022  (ISBN 9782380756548).

## Prix et distinctions
- Prix Condorcet-Dessaules 2016 décerné par le Mouvement laïque québécois

- Prix de la liberté d'expression pour l'ensemble de son oeuvre, 2e édition du Difference Day, le 3 mai 2016, dans le cadre de la Journée mondiale de la liberté de la presse[54],[55].

- Prix littéraire Institut maçonnique de France, 2016, catégorie « Humanisme »
- Prix de la liberté d'expression 2016 du Difference Day
- Prix humaniste du Québec 2014
- Prix de littérature Gérald-Godin, 2013
- Prix du livre de l'année, 2013
- Prix de la laïcité 2012 décerné par le Comité Laïcité République[47]
- Finaliste pour le prix Simone de Beauvoir, 2012
- Prix Femmes de mérite de la Fondation Y des femmes de Montréal : lauréate de la catégorie Communications, 2010[56]
- Prix des écrivains francophones d'Amérique, 2009
- Finaliste pour le prix du Gouverneur général dans la catégorie essai, 2009